# Steenkolenmijn van Hasard

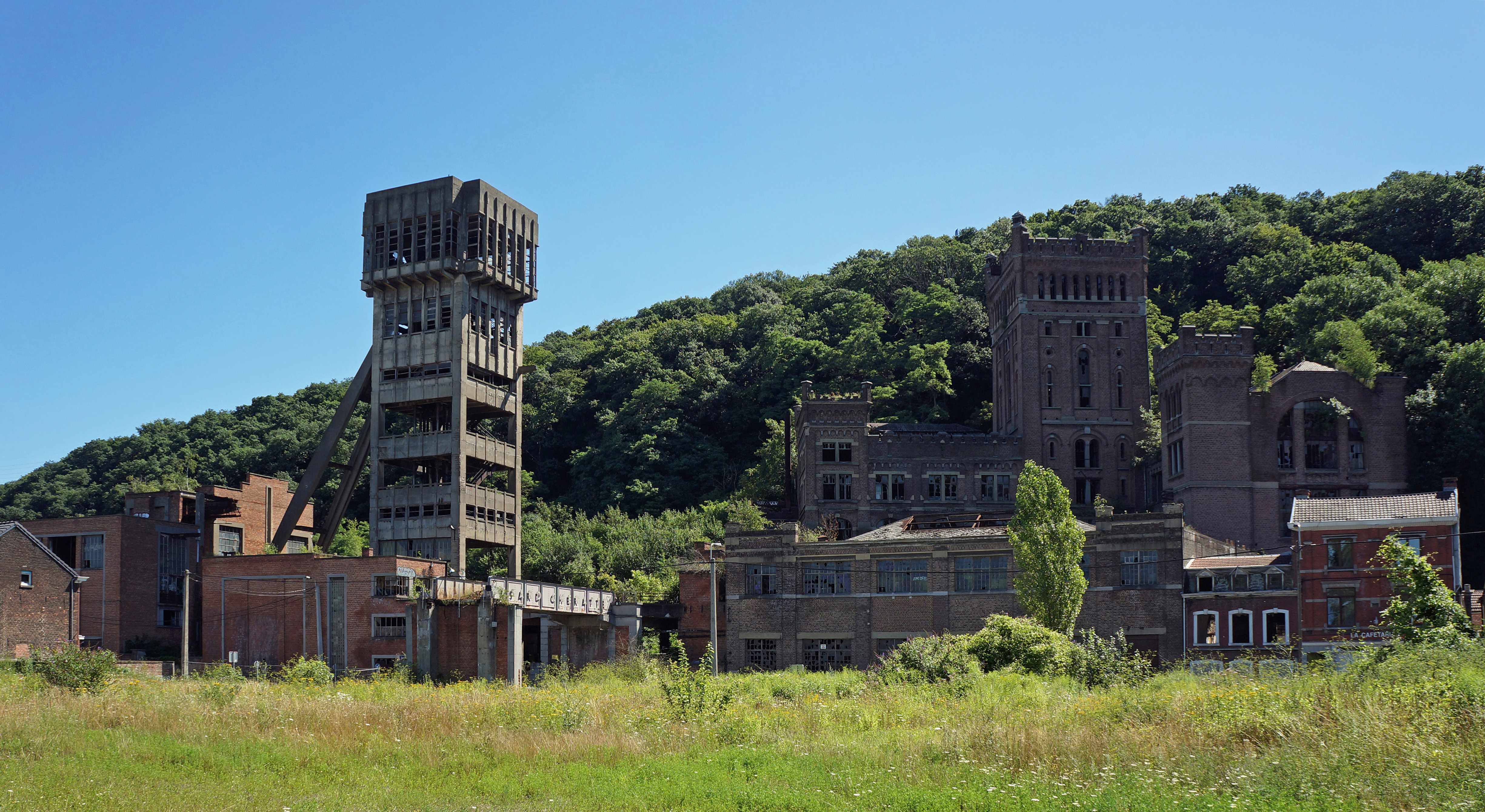
Het complex van westen gezien in 2013

De Steenkolenmijn van Hasard (Frans: Charbonnage du Hasard de Cheratte) was de belangrijkste mijn van de "Société anonyme des Charbonnages du Hasard" en had vier mijnschachten. De mijn ligt in Cheratte, een deelgemeente van de Belgische stad Wezet (Frans: Visé) gelegen in de provincie Luik.

## Geschiedenis

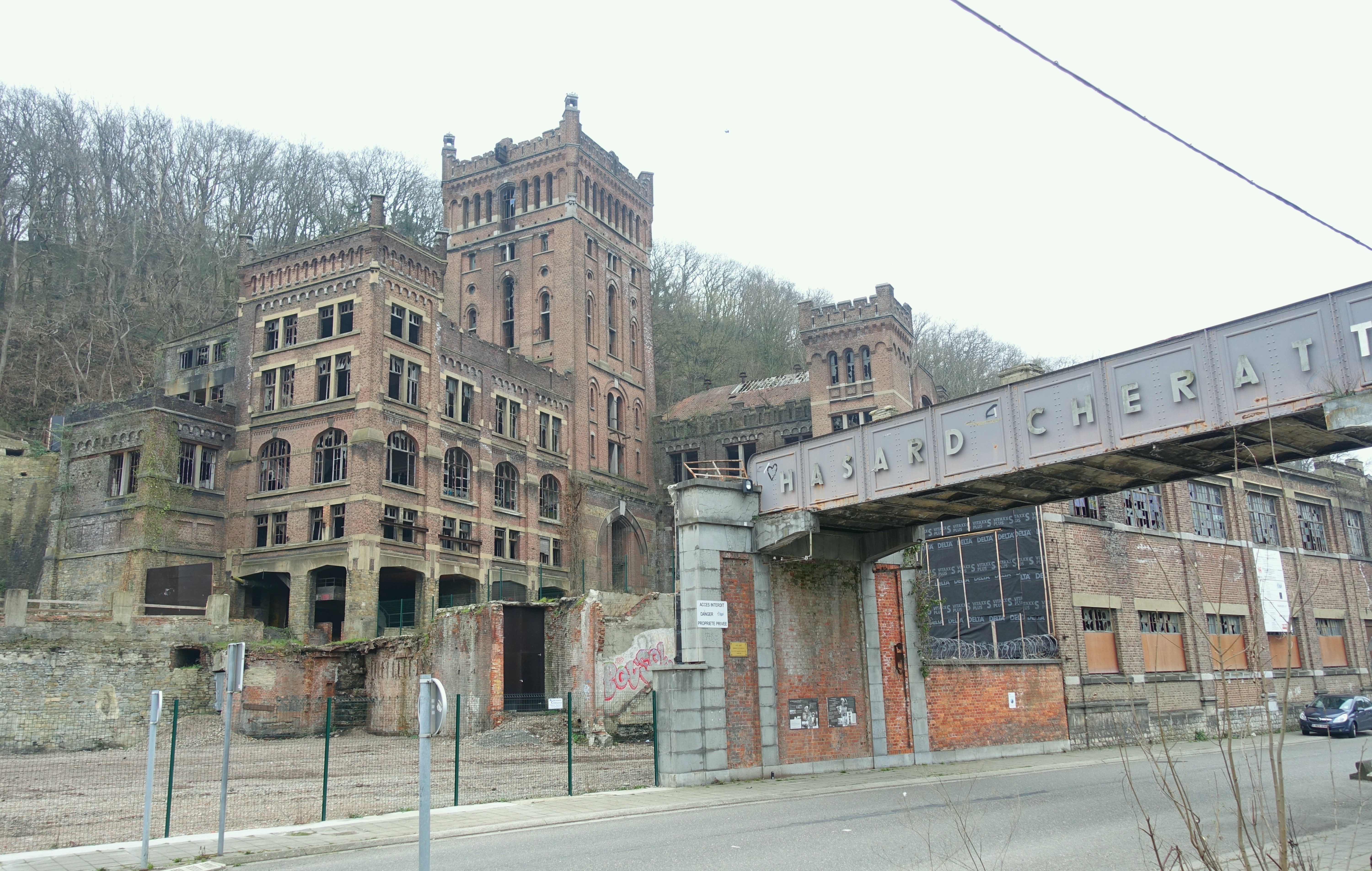
Toestand in 2019

Vanaf de 14e eeuw werd rond Cheratte steenkool gewonnen. In de 19e eeuw hadden de gebroeders Corbesier en de familie De Sarolea de Cheratte concessies voor de steenkoolwinning in Cheratte. De erfgenamen van Michel-Laurent de Selys Longchamps en Piere Godefroid Lonhienne hadden de concessie van Bouhouille. In 1848 werden deze steenkoolconcessies samengevoegd. De nieuwe concessie besloeg het grondgebied van de gemeenten Cheratte, Wandre en de oostelijk hiervan gelegen Saint-Remy, Housse, Barchon, Saive en Trembleur. Op 26 december van dat jaar werd begonnen met de aanleg van twee mijnschachten. De ene werd 170 meter diep en de andere 250 meter. Het was een van de modernste steenkoolmijnen vanwege de stoommachines, brandbestrijding en het gebruik van ontwateringspompen. In 1877 liep de mijn echter vol water vanwege een waterdoorbraak. Hierdoor overleden vele mijnwerkers. Vanwege dit ongeval sloot de mijn en werd het bedrijf opgeheven. In 1905 kwam de mijn en concessie van 881 hectare in eigendom van Société anonyme des Charbonnages du Hasard uit Micheroux en deze heropende de mijn in 1907. De mijn werd uitgebreid met een schachttoren van twaalf bij twaalf meter en dertig meter hoog. Deze toren was in de Malakowbouwstijl met kantelen, gotische ramen en muren van drie meter dik. Verder kwam er een extra schacht, wasruimtes en een administratiegebouw. Omdat het mijnterrein beperkt was, werden in de top van de nieuwe schachttoren twee gelijkstroommotoren van 135 kW geplaatst om de steenkool naar boven te halen. Dit was de eerste elektrische liftschacht van België. De stroom werd geleverd door de energiecentrale van de steenkolenmijn Grande Bure te Micheroux. Op het mijnterrein hadden de mijnwagens zes meter boven het maaiveld een baan. Over de Rue de Visé ging dit met een brug naar de kolenwasserij aan de westkant van de straat. Als directeurswoning werd Kasteel Sarolea gebruikt.
|                | 1    | 2    | 3    | 4 / Belle-Fleur |
| -------------- | ---- | ---- | ---- | --------------- |
| Begin aanleg   | 1905 | -    | 1927 | -               |
| In gebruik     | 1907 | 1923 | 1953 | 1927            |
| Diepte (m)     | 420  | -    | 480  | -               |
| Uit productie  | 1953 | 1953 | 1977 | -               |
| Buiten gebruik | 1977 | 1953 | 1977 | 1977            |
| Afbraak        | -    | 1980 | 2017 | -               |

In 1925 kwam er een eigen kolenhaven in Cheratte voor vervoer over water naar Parijs, dat de grootste afnemer was van de mijn. Rond die tijd werd ook een spoorverbinding aangelegd. Hierdoor kon de productie verhoogd worden. Op de mijn werkten zo’n 1500 mensen uit 23 landen. In 1925 werd de mijncité aangelegd om de mijnwerkers en hun gezinnen te huisvesten. In 1927 kwam de luchtschacht Belle-Fleur in bedrijf. Naast beluchting werd deze betonnen schachttoren gebruikt om afvalsteen uit de mijn te halen om vervolgens op de mijnsteenberg te storten. In 1930 kon de mijn dagelijks 1000 ton magere steenkool produceren. In 1930 werd Maireux et Bas-Bois overgenomen. Beide concessies werden ondergronds met elkaar verbonden en vanaf 1931 werd de steenkool van het geheel alleen in Cheratte naar boven gehaald. In 1938 was schacht 3 313 meter diep en kreeg een schachttoren. De schacht moest daarna nog verder worden uitgediept en kwam hierdoor pas in 1953 in bedrijf. Door de toegenomen diepte konden de motoren niet meer in de schachttoren worden geplaatst en werden ze erbuiten gezet. Hierna werd schacht 1 alleen nog voor beluchting gebruikt. Schacht 2 werd buiten gebruik gesteld. De steenkool was in de vorm van magerkool en bevond zich in 24 lagen. Na nog bijkomende fusies had de mijn in 1946 had een concessie van 3406 ha. In de jaren 1960 bloeide de mijn en in 1968 werd er 1000 ton steenkool per dag geproduceerd. In 1962 werd als laatste mijn in België afscheid genomen van de ondergronds werkende paarden. Op 30 november 1962 verongelukten vier mijnwerkers bij een ongeval. 

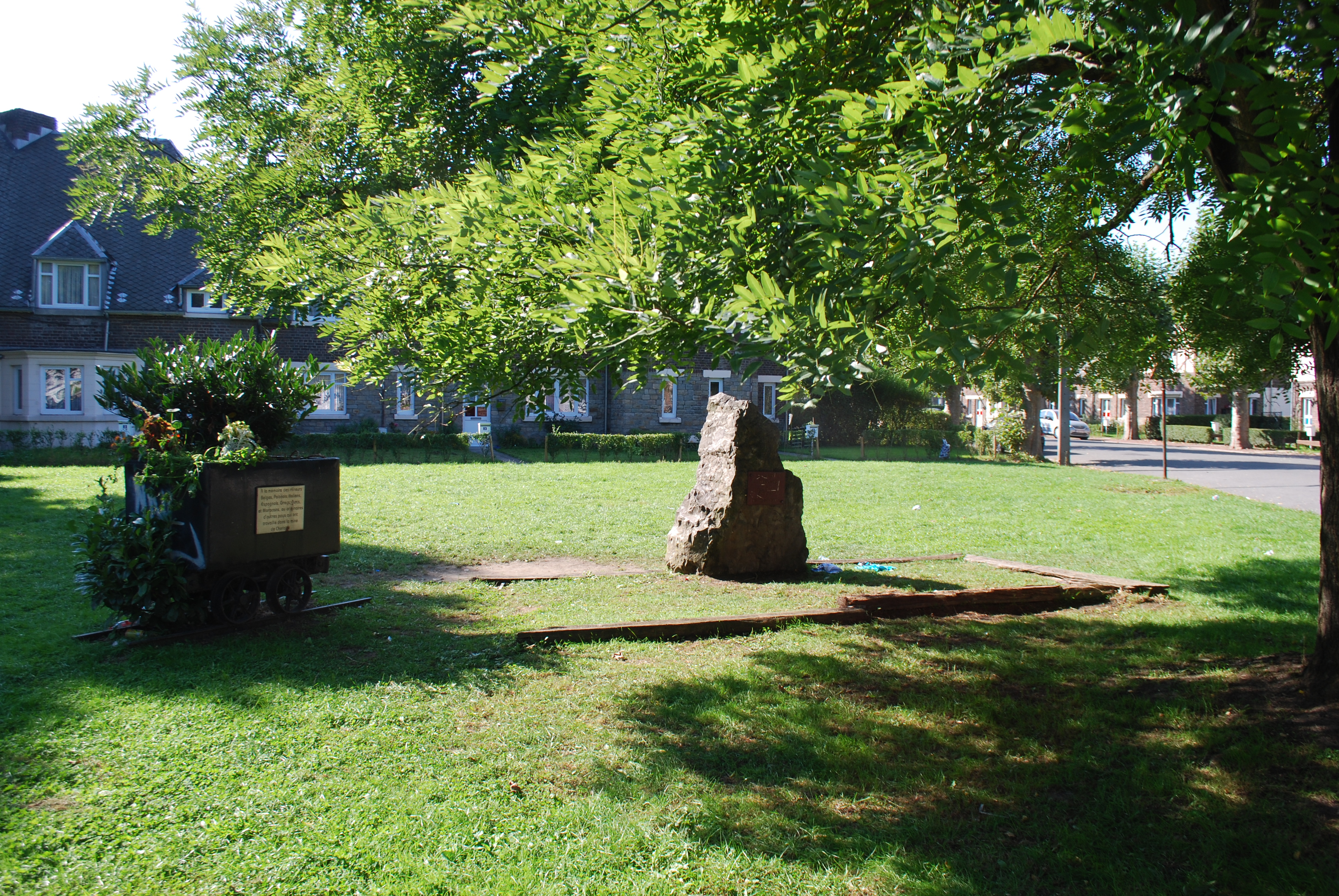
Gedenkteken voor de Belgische, Poolse, Italiaanse, Spaanse, Griekse, Turkse en Marokkaanse mijnwerkers.

 In de jaren 1970 nam de vraag naar steenkool en de winsten sterk af. In 1974 werkten er nog 960 mijnwerkers en bij de sluiting op 31 oktober 1977 waren dit er nog slechts 590, waarvan 435 niet-Belgen zoals Turken, Italianen en Portugezen. In het dorp Cheratte is hierdoor meer dan de helft van de inwoners van Turkse komaf. In de concessie van 36 km² was er bij sluiting nog voor vijftig jaar productie aan steenkool aanwezig. Drie jaar later werd de Steenkoolmijn van Blegny als laatste in het Luiks steenkoolbekken gesloten.
Na de sluiting werden in 1980 de kolenwasserij en schacht 2 met schachttoren gesloopt. Ook de mijnsteenberg werd weggehaald. Echter, na deze sloopwerken vroeg men zich af of er ook wat bewaard moest blijven. In 1982 werd schacht 1 daarom als erfgoed aangewezen. Daarna kwamen de restanten van de mijn in handen van een andere eigenaar. Hij wilde de mijn zo compleet mogelijk bewaren, maar overleed in 2012. De mijn kwam hierdoor terug in handen van de gemeente. In april 2017 werden de gebouwen weggehaald die niet onder de erfgoedbescherming vielen, waaronder het schachtgebouw van schacht 3. Schachtgebouw 1 met alle gebouwen die ermee verbonden zijn en de brug over de weg worden gespaard en gerestaureerd.
In het begin van de 21e eeuw werden de ruïnes van de mijngebouwen gebruikt voor urban exploring.

## Schachttorens

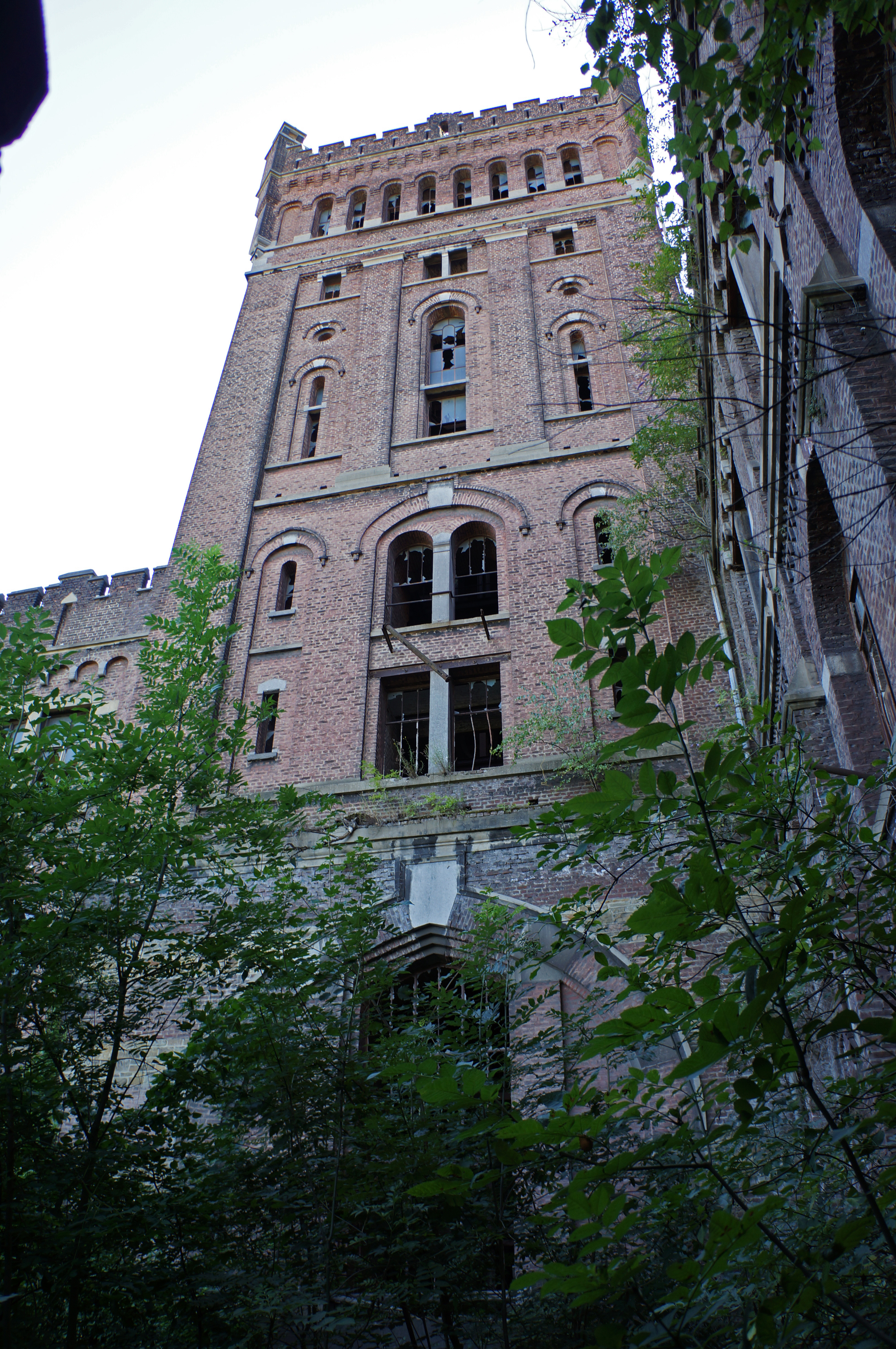
Schachttoren Nr. 1
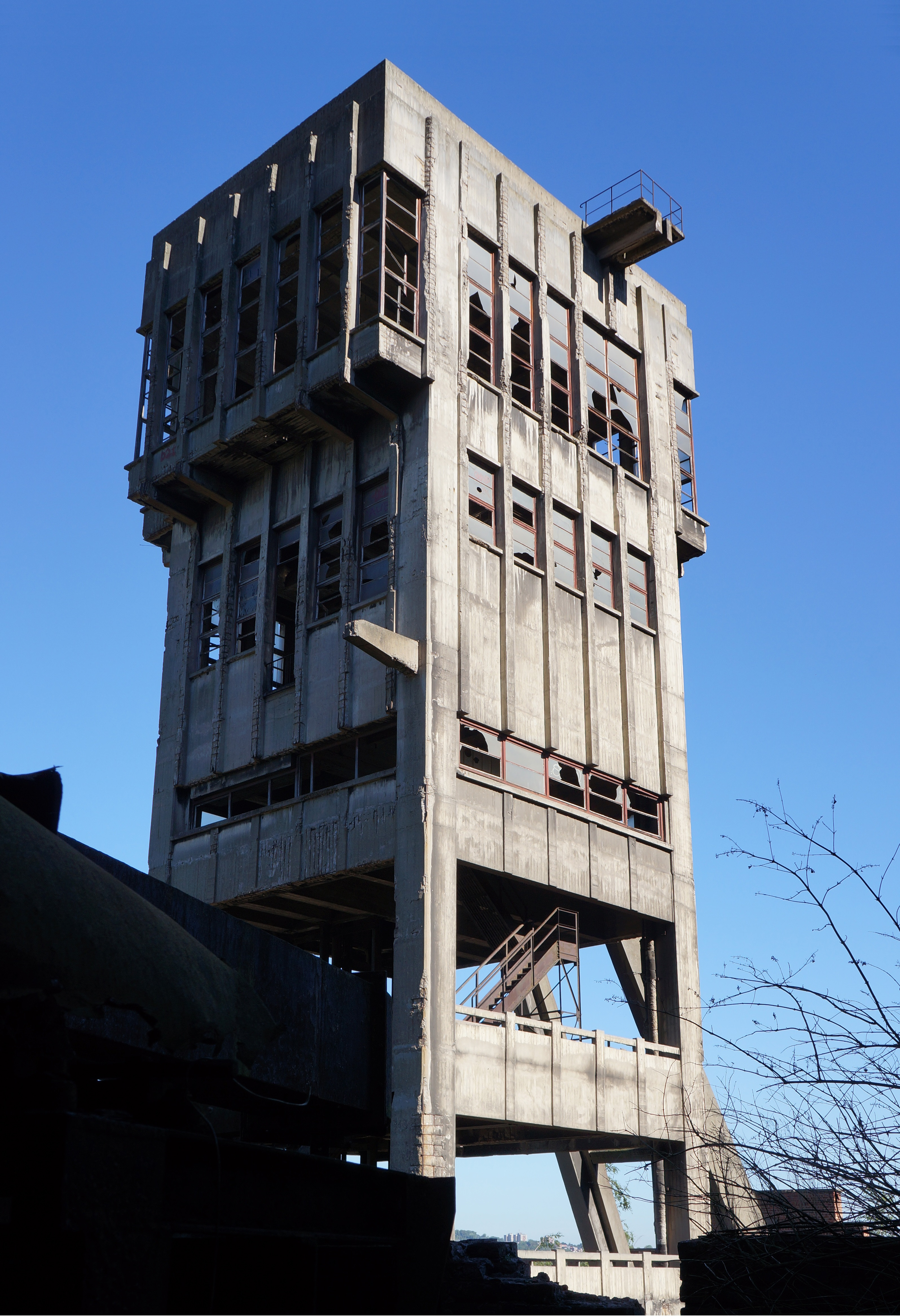
Schachttoren Nr. 3
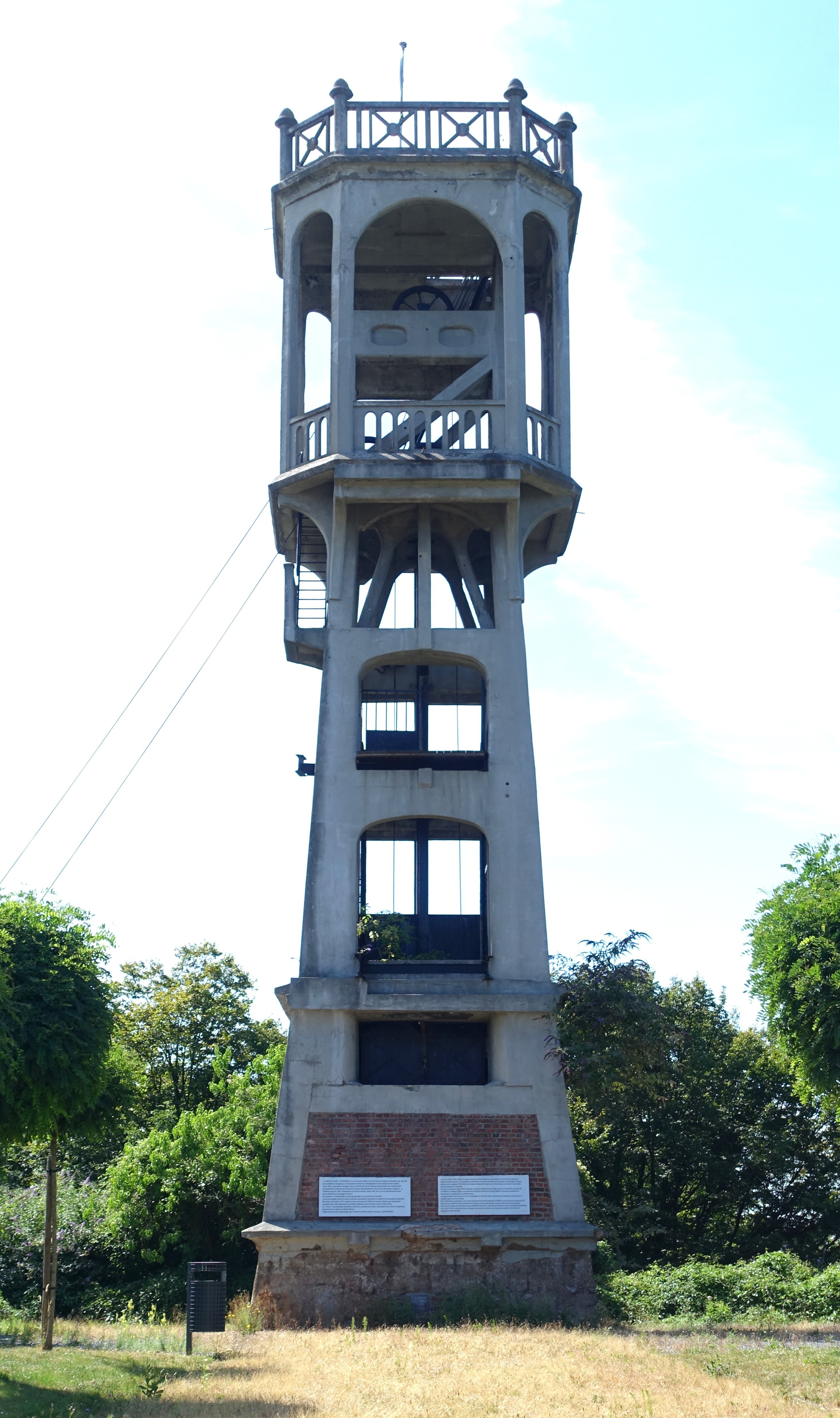
Schachttoren Nr. 4 "Belle Fleur".

## De mijncité van Cheratte
De cité van Cheratte werd gebouwd in 1925 en bestaat uit 200 huizen en een logementshuis voor vrijgezellen met 128 kamers. De cité is opgevat als een tuinwijk. Elk huis had een voortuin en een moestuin aan de achterkant. Na de sluiting van de mijn werden de huizen overgenomen door een maatschappij voor sociale woningen. 
Nabij de mijncité ligt het Kasteel Sarolea dat door het mijnbedrijf is gebruikt. Het is bewoond geweest door eigenaars van de mijn, door mijndirecteurs en er was ook een tijd een ziekenhuis in ondergebracht. Dit kasteel is beschermd erfgoed, maar is al jaren in slechte staat.

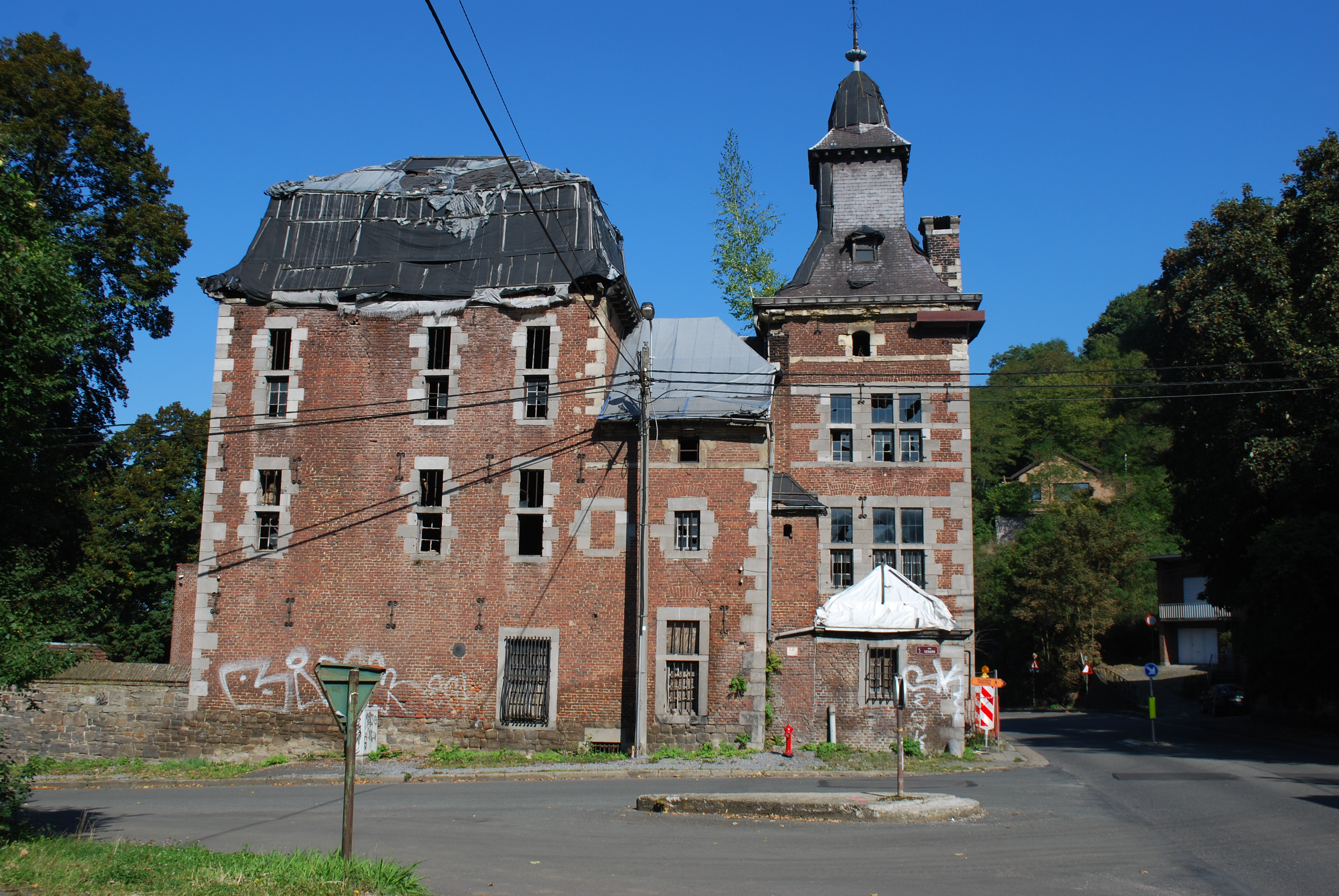
Kasteel Sarolea.
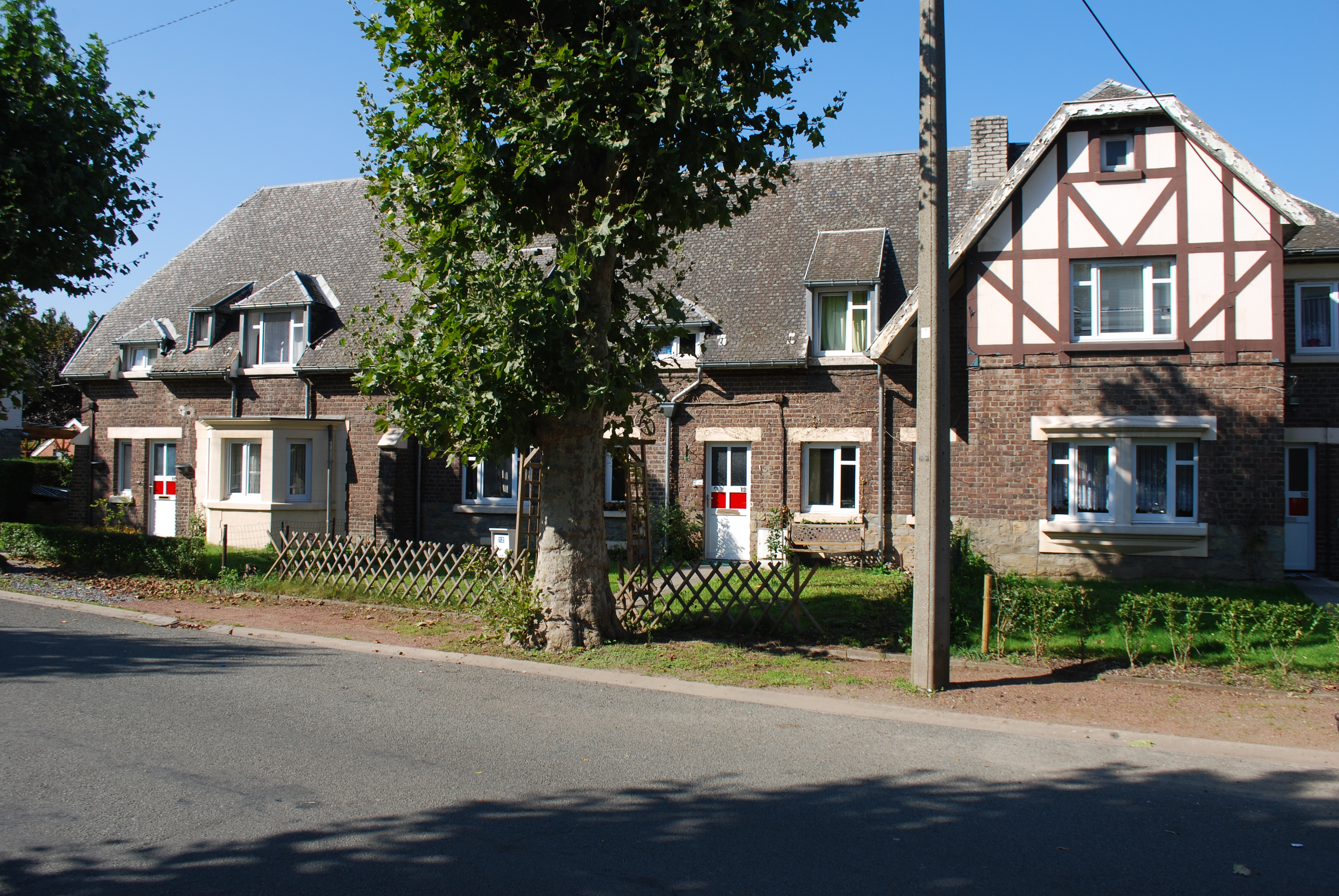
De fabrieksnederzetting.
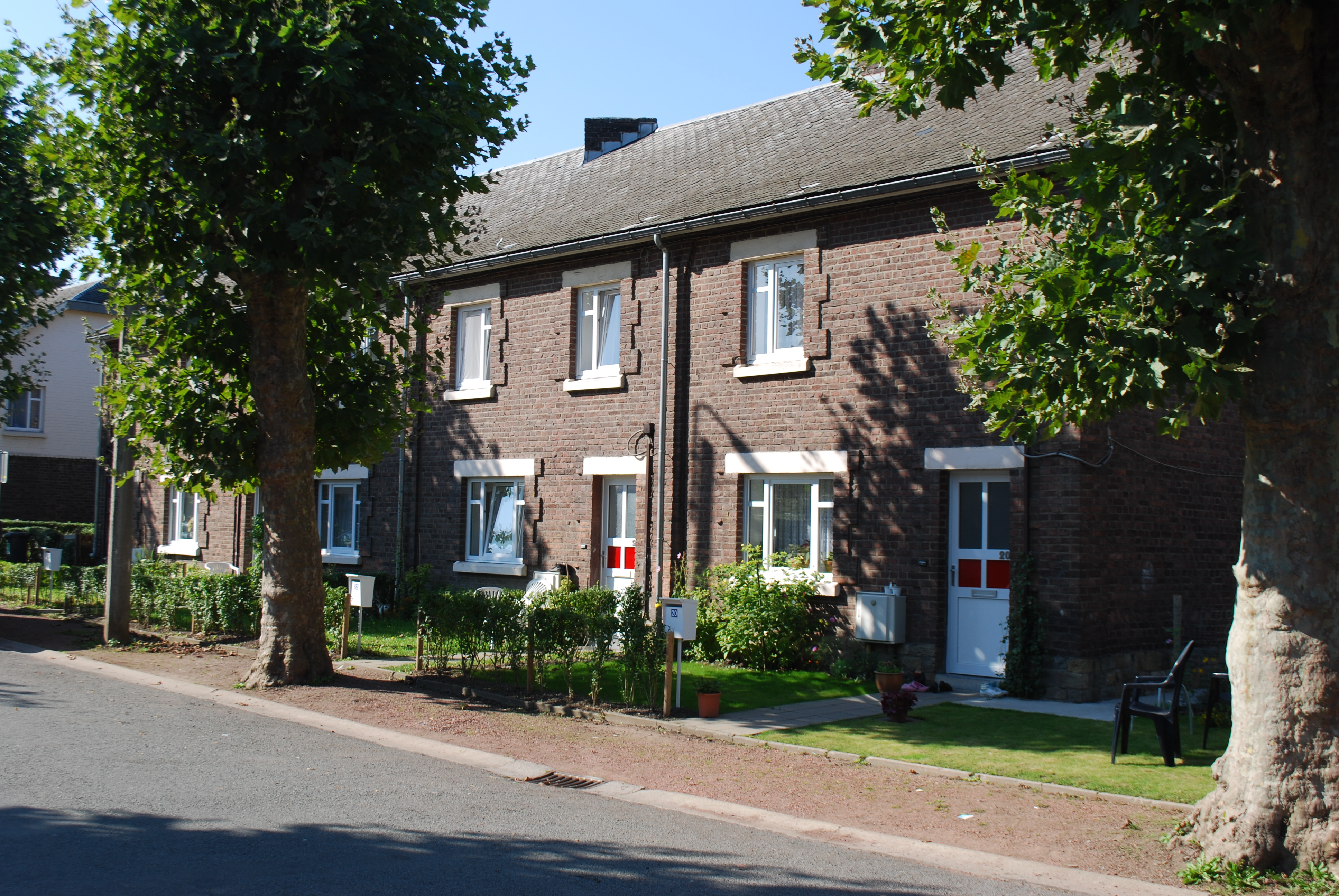
De Tuinwijk.
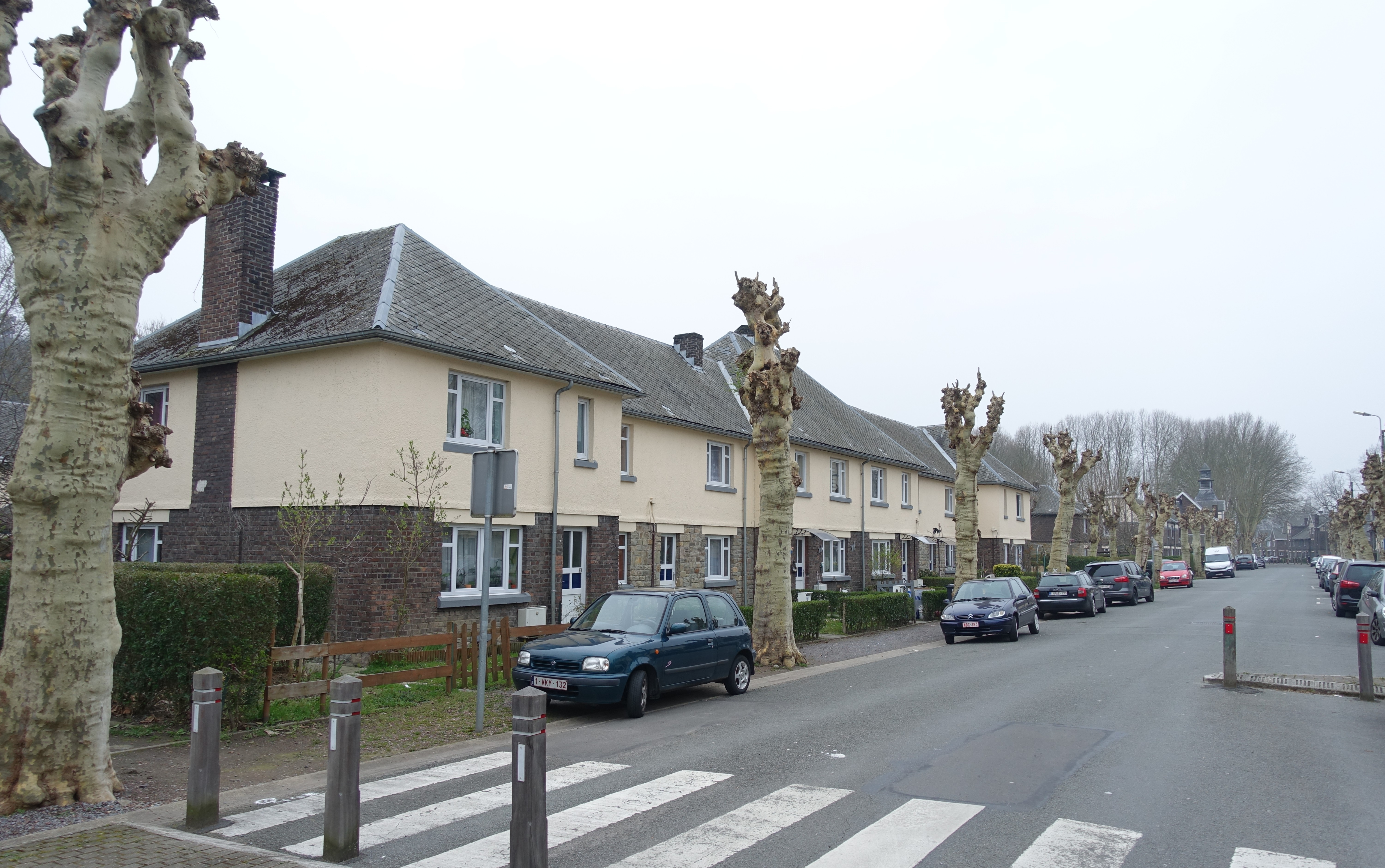
Rue des Houyeux
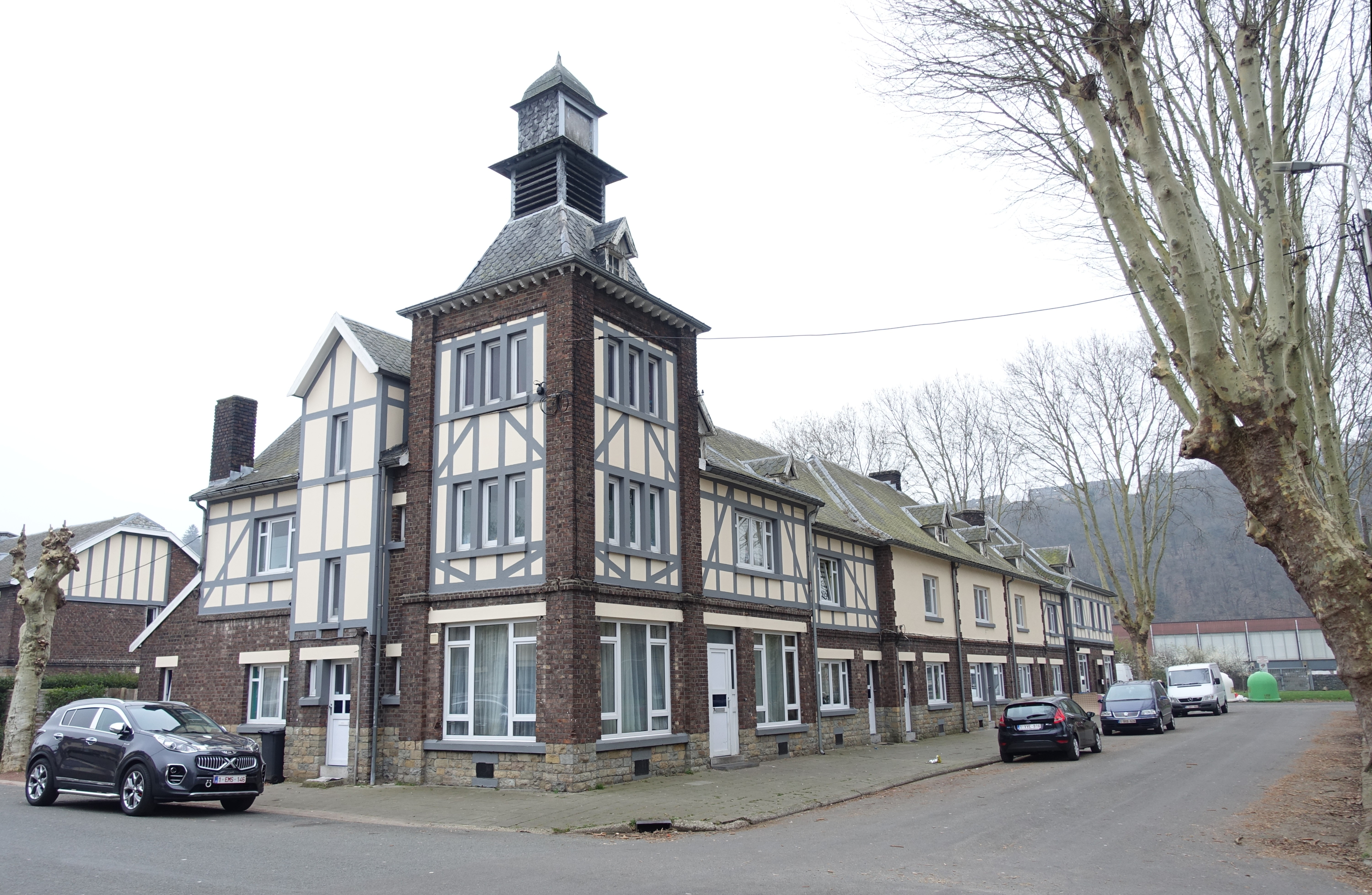
Place Ataturk